# Laurence Kelly
Laurence Kelly (* 1946 im County Cork, Irland) ist ein früherer irischer Politiker der Fianna Fáil.

## Leben
Kelly war seit langer Zeit mit dem früheren Taoiseach Charles Haughey (1925–2006) befreundet. Bei den Wahlen zum Dáil Éireann 1989 konnte Kelly dann selbst genügend Stimmen im Wahlkreis Cork North-West erzielen, um als Teachta Dála in den Dáil Éireann einzuziehen. 1991 wurde er für den Bereich Kanturk in den Cork County Council gewählt. Die nachfolgenden Wahlen zum Dáil Éireann 1992 brachten für Kelly keinen Erfolg. Er verlor seinen Sitz. Und nach den Kommunalwahlen 1999 musste Kelly auch den Sitz im Cork County Council abgeben.